# 체르마트 GGB역
체르마트 GGB역(프랑스어: Gare de Zermatt GGB, 독일어: Bahnhof Zermatt GGB)은 스위스 발레주에 있는 체르마트 시정촌에 있는 기차역이다. 1,000mm 미터궤 고르너그라트 철도의 의 북쪽 끝이며, 지역 열차로만 운행된다. 역은 마터호른 고트하르트 철도의 브리크-체르마트선의 남쪽 종점인 체르마트역 건너편에 있다.

## 운행편
다음 서비스는 체르마트 GGB에서 정차한다.
- 고르너그라트까지 24분 간격으로 운행한다.